# 九龍東聯網
九龍東聯網（全稱九龍東醫院聯網）是香港醫院管理局的地區性醫院聯網，負責服務觀塘區及西貢區約98萬人口；現任總監為楊諦岡醫生。

## 醫院
- 基督教聯合醫院：為地區的主要全科醫院，為觀塘區居民提供中層服務，及為整個聯網提供第三層服務。
- 將軍澳醫院：為將軍澳居民提供中層服務的全科醫院。
- 靈實醫院：為聯網提供非急性護理、復康及療養服務的延續護理醫院。

## 附屬機構
- 8間普通科門診診所及設立於容鳳書紀念中心的門診及日間病人設施。

## 服務
九龍東聯網共有2,235張病床，包括2,093張急症、療養及復康病床，116張護養病床和80張精神科病床。

## 歷史
隨著九龍東的長者人口攀升，預計於2010年代後未來10年，長者人口將會由140,000增加至170,000；九龍東聯網於2012年10月19日宣布於2013年開始，其轄下的8間普通科門診名額將會增加至8,960個，即每年750,000個。此外，於2013年開始，九龍東聯網亦會增加設立700個針對高血壓病人的風險評估和護理計畫的名額。
2014年9月26日，九龍東聯網公布2014年至2015年年度工作計劃。面對區內人口老化所引致的服務需求增加及專科門診輪候時間長等情況，九龍東聯網將會加強普通科門診和急症室服務，包括增加11,000個偶發性疾病診症名額和急症室支援診症節數。另外，基督教聯合醫院將會加強骨科服務計劃，新增兩名醫生以處理輪候名單上730個新症，縮短骨科專科門診輪候時間，由以往的149周減少至121周，縮短達28周、即7個月，並且增加相關門診診症節數；引入新型脊椎手術，例如電腦導航脊椎手術；設立骨脊專科護理服務，為病人提供教育、心理輔導和復康評估服務。與此同時，基督教聯合醫院在現有的628名醫生及2,310名護士編制下，新增38名醫生和157名護士。將軍澳醫院則將會加強心臟科服務，增加兩張心臟科加護病床以處理50個冠狀動脈介入術，預計於日後增加至每年處理150個同類型之手術。
於2013年至2014年年度，九龍東聯網獲分配約41億港元財政資源，佔香港政府配給醫院管理局的撥款9%，為各聯網中最少，惟該聯網涉及服務人口達101萬，佔香港人口14.1%，病人比例佔各聯網整體13.1%，急症住院工作量佔整體11%，三者均比較東區醫院所隸屬之港島東聯網多，惟所獲撥款比較港島東聯網更少27億港元。鑑於一直有不少意見反映醫院管理局的人事管理及資源運用方面分配不均，及被質疑資源有否按照地區人口或者人口年齡組別而作出分配等等。醫院管理局檢討督導委員會於2014年就此作出討論，預計於2015年3月月底舉辦會議作出最後審議，及於同年年中完成檢討報告。檢討當中包括九龍中聯網、九龍東聯網及九龍西聯網之間存在的一些問題，冀望借助啟德醫院首期於2021年啟用的契機，將其劃入九龍中聯網，並且為九龍中聯網、九龍東聯網及九龍西聯網重新劃線，預計屆時被納入九龍中聯網的醫院和醫療機構將會由6間增加至10間，組成一個大型聯網，提供前所未有的大規模服務，以取代九龍西聯網當前的領導地位。此舉，亦能夠理順服務及令到資源分配更為準確。